# Karim Benzema
Karim Mostafa Benzema, född 19 december 1987 i Lyon, Frankrike, är en fransk fotbollsspelare som spelar som anfallare för Al-Ittihad. 2022 tog han emot Ballon d'Or som världens bästa fotbollsspelare. Benzema rankas av många experter som en av de bästa anfallarna i fotbollshistorien.

## Klubbkarriär
Benzema, som har algeriskt ursprung, har spelat för Olympique Lyonnais ända sedan han gick med i deras ungdomsakademi.
Den 1 juli 2009 bekräftade Lyon på sin hemsida att Benzema flyttar till den spanska klubben Real Madrid.
Den 8 december blev han den tredje spelaren i Real Madrids historia att göra ett hattrick i Champions League. Den 6 augusti 2014 förlängde han sitt kontrakt med Real Madrid till slutet av juni 2019. I juni 2023 bekräftade Real Madrid att Benzema lämnar klubben efter 14 år.

## Landslagskarriär
Den 9 december 2006 ombads Benzema spela för Algeriets landslag, men han tackade nej med anledningen att han i stället siktade på franska landslaget. 28 mars 2007 fick han spela sin första match för dem, i en vänskapsmatch mot Österrike som man vann med 1–0 – han själv gjorde det enda målet i matchen. Han kom också med i franska landslagstruppen till EM 2008.
Den 19 december 2022 valde Benzema att avsluta landslagskarriären.

### Landslagsmål
| Nr | Datum            | Arena                                                   | Motståndare             | Mål   | Resultat | Tävling                  |
| -- | ---------------- | ------------------------------------------------------- | ----------------------- | ----- | -------- | ------------------------ |
| 1  | 28 mars 2007     | Stade de France, Saint-Denis, Frankrike                 | Österrike               | 1 – 0 | 1 – 0    | Vänskapsmatch            |
| 2  | 13 oktober 2007  | Tórsvøllur, Tórshavn, Färöarna                          | Färöarna                | 0 – 3 | 0 – 6    | Kval till EM 2008        |
| 3  | 13 oktober 2007  | Tórsvøllur, Tórshavn, Färöarna                          | Färöarna                | 0 – 5 | 0 – 6    | Kval till EM 2008        |
| 4  | 20 augusti 2008  | Ullevi, Göteborg, Sverige                               | Sverige                 | 1 – 1 | 2 – 3    | Vänskapsmatch            |
| 5  | 14 oktober 2008  | Stade de France, Saint-Denis, Frankrike                 | Tunisien                | 3 – 1 | 3 – 1    | Vänskapsmatch            |
| 6  | 5 juni 2009      | Stade Gerland, Lyon, Frankrike                          | Turkiet                 | 1 – 0 | 1 – 0    | Vänskapsmatch            |
| 7  | 10 oktober 2009  | Stade du Roudourou, Guingamp, Frankrike                 | Färöarna                | 5 – 0 | 5 – 0    | Kval till VM 2010        |
| 8  | 14 oktober 2009  | Stade de France, Saint-Denis, Frankrike                 | Österrike               | 1 – 0 | 3 – 1    | Kval till VM 2010        |
| 9  | 7 september 2010 | Asim Ferhatović Hase, Sarajevo, Bosnien och Hercegovina | Bosnien och Hercegovina | 1 – 0 | 2 – 0    | Kval till EM 2012        |
| 10 | 12 oktober 2010  | Stade Saint-Symphorien, Metz, Frankrike                 | Luxemburg               | 1 – 0 | 2 – 0    | Kval till EM 2012        |
| 11 | 17 november 2010 | Wembley Stadium, London, England                        | England                 | 1 – 0 | 2 – 1    | Vänskapsmatch            |
| 12 | 9 februari 2011  | Stade de France, Saint-Denis, Frankrike                 | Brasilien               | 1 – 0 | 1 – 0    | Vänskapsmatch            |
| 13 | 2 september 2011 | Qemal Stafa, Tirana, Albanien                           | Albanien                | 0 – 1 | 1 – 2    | Kval till EM 2012        |
| 14 | 5 juni 2012      | MMArena, Le Mans, Frankrike                             | Estland                 | 2 – 0 | 4 – 0    | Vänskapsmatch            |
| 15 | 5 juni 2012      | MMArena, Le Mans, Frankrike                             | Estland                 | 3 – 0 | 4 – 0    | Vänskapsmatch            |
| 16 | 11 oktober 2013  | Parc des Princes, Paris, Frankrike                      | Australien              | 6 – 0 | 6 – 0    | Vänskapsmatch            |
| 17 | 15 oktober 2013  | Stade de France, Saint-Denis, Frankrike                 | Finland                 | 3 – 0 | 3 – 0    | Kval till VM 2014        |
| 18 | 19 november 2013 | Stade de France, Saint-Denis, Frankrike                 | Ukraina                 | 2 – 0 | 3 – 0    | Kval till VM 2014        |
| 19 | 5 mars 2014      | Stade de France, Saint-Denis, Frankrike                 | Nederländerna           | 1 – 0 | 2 – 0    | Vänskapsmatch            |
| 20 | 8 juni 2014      | Stade Pierre-Mauroy, Villeneuve-d'Ascq, Frankrike       | Jamaica                 | 3 – 0 | 8 – 0    | Vänskapsmatch            |
| 21 | 8 juni 2014      | Stade Pierre-Mauroy, Villeneuve-d'Ascq, Frankrike       | Jamaica                 | 5 – 0 | 8 – 0    | Vänskapsmatch            |
| 22 | 15 juni 2014     | Estádio José Pinheiro Borda, Porto Alegre, Brasilien    | Honduras                | 1 – 0 | 3 – 0    | VM 2014                  |
| 23 | 15 juni 2014     | Estádio José Pinheiro Borda, Porto Alegre, Brasilien    | Honduras                | 3 – 0 | 3 – 0    | VM 2014                  |
| 24 | 20 juni 2014     | Arena Fonte Nova, Salvador, Brasilien                   | Schweiz                 | 0 – 4 | 2 – 5    | VM 2014                  |
| 25 | 11 oktober 2014  | Stade de France, Saint-Denis, Frankrike                 | Portugal                | 1 – 0 | 2 – 1    | Vänskapsmatch            |
| 26 | 8 oktober 2015   | Allianz Riviera, Nice, Frankrike                        | Armenien                | 3 – 0 | 4 – 0    | Vänskapsmatch            |
| 27 | 8 oktober 2015   | Allianz Riviera, Nice, Frankrike                        | Armenien                | 4 – 0 | 4 – 0    | Vänskapsmatch            |
| 28 | 23 juni 2021     | Puskás Aréna, Budapest, Ungern                          | Portugal                | 1 – 1 | 2 – 2    | EM 2020                  |
| 29 | 23 juni 2021     | Puskás Aréna, Budapest, Ungern                          | Portugal                | 1 – 2 | 2 – 2    | EM 2020                  |
| 30 | 28 juni 2021     | Arena Națională, Bukarest, Rumänien                     | Schweiz                 | 1 – 1 | 3 – 3    | EM 2020                  |
| 31 | 28 juni 2021     | Arena Națională, Bukarest, Rumänien                     | Schweiz                 | 2 – 1 | 3 – 3    | EM 2020                  |
| 32 | 7 oktober 2021   | Allianzstadion, Turin, Italien                          | Belgien                 | 1 – 2 | 3 – 2    | Nations League 2020/2021 |
| 33 | 10 oktober 2021  | San Siro, Milano, Italien                               | Spanien                 | 1 – 1 | 2 – 1    | Nations League 2020/2021 |
| 34 | 13 november 2021 | Parc des Princes, Paris, Frankrike                      | Kazakstan               | 4 – 0 | 8 – 0    | Kval till VM 2022        |
| 35 | 13 november 2021 | Parc des Princes, Paris, Frankrike                      | Kazakstan               | 5 – 0 | 8 – 0    | Kval till VM 2022        |
| 36 | 16 november 2021 | Helsingfors olympiastadion, Helsingfors, Finland        | Finland                 | 1 – 0 | 2 – 0    | Kval till VM 2022        |
| 37 | 3 juni 2022      | Stade de France, Saint-Denis, Frankrike                 | Danmark                 | 1 – 0 | 1 – 2    | Nations League 2022/2023 |

## Meriter

### Olympique Lyonnais
- Ligue 1: 2004/2005, 2005/2006, 2006/2007, 2007/2008
- Trophée des Champions: 2006, 2007
- Coupe de France: 2007/2008

### Real Madrid
- La Liga: 2011/2012, 2016/2017, 2019/2020, 2021/2022
- UEFA Champions League: 2013/2014, 2015/2016, 2016/2017, 2017/2018, 2021/2022
- Spanska cupen: 2010/2011, 2013/2014, 2022/2023
- Spanska supercupen: 2012, 2017, 2019, 2021
- UEFA Super Cup: 2014, 2016, 2017, 2022
- VM för klubblag: 2014, 2016, 2017, 2018, 2022

### Individuella
- Bravo Award: 2008
- Årets fotbollsspelare i Frankrike: 2011, 2012, 2014
- UEFA Player of the year (2022)
- Ballon d'Or (Världens bästa spelare) 2022